# The Hard Way (film 1916 Heffron)
The Hard Way è un cortometraggio muto del 1916 diretto da Thomas N. Heffron. Sceneggiato da Russell E. Smith e prodotto dalla Selig Polyscope Company, il film aveva come interpreti Jack Pickford, Harry Lonsdale, Lillian Hayward, Vivian Reed, Sidney Smith, James Bradbury Sr.

## Trama
Jack Ransom, giovane studente, sta imboccando una via che inizia a preoccupare i genitori e anche sua sorella. Gioca d'azzardo, beve e frequenta cattive compagnie. Il padre gli ordina di restare a casa a leggersi un buon libro ma, una sera, quando in automobile arriva il suo compagnone Bert Keyes insieme a due ragazze, Jack esce nonostante la madre e la sorella cerchino di fermarlo. Nella serata di baldoria, il giovane finisce per falsificare col nome di suo padre un assegno di cento dollari. Con i suoi compagni, parte in auto: c'è un incidente e le due ragazze ne rimangono vittime. Quando si risveglia, Jack cerca di fuggire alla legge: torna a casa dove ruba i gioielli di sua madre che poi dà a Keyes per impegnarli. Ma il suo compare, poi, non vuole condividere il denaro con lui. In preda alla rabbia, Jack gli dà una bottigliata in testa che lo stende morto. Jack si ritrova imprigionato, accusato di omicidio e falsificazione. Poi si sveglia, questa volta per davvero: è stato tutto un incubo. Quando Keyes, gli fa dire che non è in casa. Poi racconta tutto ai genitori e alla sorella, promettendo da quel momento in poi di rigare sempre dritto.

## Produzione
Il film fu prodotto dalla Selig Polyscope Company.

## Distribuzione
Distribuito dalla General Film Company, il film - un cortometraggio di tre bobine - uscì nelle sale cinematografiche statunitensi il 15 maggio 1916.